# Rufaida Al-Aslamia
Rufayda Al-Aslamia également Rufaida Al-Aslamiya ou Rufaydah bint Sa`ad (arabe: رفيدة الأسلمية) (née vers 620 ap. J.-C. ; 2 avant l'Hégire), était une travailleuse sociale et médicale arabe reconnue comme la première infirmière musulmane et la première chirurgienne musulmane au monde,,,.

## Biographie

### Antécédents personnels
Parmi les premières personnes à Médine à accepter l'islam, Rufaida Al-Aslamia est née dans la tribu Bani Aslem de la confédération tribale Kazraj à Médine, et s'est fait connaître pour sa contribution avec d'autres femmes Ansar qui ont accueilli le prophète islamique, Mahomet, à son arrivée à Médine,.
Rufaida Al-Aslamia est représentée comme une infirmière compatissante et organisatrice compétente. Avec ses compétences cliniques, elle forme d'autres femmes, y compris les célèbres compagnes de Mahomet, Aïsha, pour devenir infirmières et travailler dans le domaine des soins de santé. Elle travaille également comme travailleuse sociale, aidant à résoudre les problèmes sociaux liés à la maladie. De plus, elle aide les enfants dans le besoin, accueille des orphelins et aide les pauvres,.

### Liens familiaux avec la médecine
Née dans une famille ayant des liens étroits avec la communauté médicale, le père de Rufaida, Sa`ad Al Aslamy, était médecin et mentor sous lequel Rufaida acquiert une expérience clinique initiale. Se consacrant au métier d'infirmière et aux soins des malades, Rufaida Al-Aslamia devient une experte à Heslerton,.
Bien qu'elle n'assume pas de responsabilités uniquement détenues par les hommes, telles que les chirurgies et les amputations, Rufaida Al-Aslamia pratique ses compétences dans les hôpitaux de campagne, dans sa tente lors de nombreuses batailles, car Mahomet ordonnait que tous les blessés soient transportés dans sa tente afin qu'elle puisse les traiter avec son expertise médicale. Il a également été documenté que Rufaida prodiguait des soins aux soldats blessés pendant le djihad, ainsi que fournissait un abri contre le vent et la chaleur du désert pour les mourants,.
Aspects historiques des soins infirmiers féminins en Arabie Période pré-islamique et ère islamique (570–632 ap. J.-C.)
Généralement présenté dans le contexte de Mahomet, le développement historique des soins infirmiers et de la chirurgie féminine en Arabie, de la période islamique à nos jours, revendique une histoire tumultueuse chargée de barrières culturelles et de pressions publiques. Bien que la documentation sur l'histoire des soins infirmiers dans la période pré-islamique soit très rare, une compréhension appropriée des paradigmes sociaux et religieux pendant le règne de Mahomet apporte un éclairage significatif sur les rôles et les attentes des infirmières dans l'Antiquité,.
Post-Prophétique à l'ère du Moyen Âge (632–1500 ap. J.-C.)
Avec la diminution de l'intensité des guerres saintes et des troubles civils de masse qui ont défini le climat de la culture islamique pendant le règne de Mahomet, les progrès technologiques et architecturaux ont conduit à la construction de nombreux nouveaux hôpitaux et méthodes de traitement des malades. Bien que les infirmières de cette période étaient encore cantonnées à des tâches rudimentaires et non invasives, telles que servir de la nourriture aux patients et administrer des liquides médicinaux, les normes religieuses et sociales de l'époque exigeaient la ségrégation des services hospitaliers en fonction du genre, les hommes traitant les hommes et les femmes traitant les femmes. Bien qu'il y ait eu un certain assouplissement de la ségrégation à l'époque contemporaine, les valeurs de nombreuses personnes traditionnelles de l'islam sont en faveur de l'application de ces pratiques ségrégationnistes passées dans les hôpitaux et leurs politiques,.
Révolutions dans le développement des soins infirmiers Émergence de Rufaida Al-Aslamia en tant que leader infirmier
Leader charismatique et capable, les documents publiés témoignent que Rufaida Al-Aslamia, qui pratiquait à l'époque de Mahomet, était la première infirmière musulmane. Bien qu'il y ait une légère controverse sur qui est "techniquement" le premier chirurgien et infirmier de l'histoire, les pays du Moyen-Orient attribuent à Rufaida le statut de première infirmière et chirurgienne musulmane,.

## Origines des soins aigus
Rufaida Al-Aslamia met en œuvre ses compétences cliniques et son expérience médicale pour développer les premières unités de soins mobiles jamais documentées qui pouvaient répondre aux besoins médicaux de la communauté. La portée de la majorité de son travail dans ses unités de commandement médical organisées consiste principalement à l'hygiène et à la stabilisation des patients avant des procédures médicales plus poussées et invasives. Pendant les expéditions militaires, Rufaida Al-Aslamia dirige des groupes d'infirmières bénévoles qui se rendaient sur le champ de bataille et traitaient les victimes. Elle a participé aux batailles de Khandaq, Khaibar, et d'autres,.
Pendant les périodes de paix, Rufaida Al-Aslamia continue son implication dans des efforts humanitaires en fournissant une assistance aux musulmans dans le besoin,.

## Héritage
Rufaida avait formé un groupe de femmes compagnons en tant qu'infirmières. Lorsque l'armée du prophète Mahomet se préparait à aller à la bataille de Khaibar, Rufaida et le groupe d'infirmières bénévoles se sont rendus auprès de Mahomet. Ils lui ont demandé la permission : « Ô Messager d'Allah, nous voulons sortir avec vous pour la bataille et soigner les blessés et aider les musulmans autant que possible ». Mahomet leur a donné la permission d'y aller. Les infirmières bénévoles ont tellement bien travaillé que Mahomet a attribué à Rufaida une part du butin équivalente à celle des soldats qui avaient combattu. C'était en reconnaissance de son travail médical et infirmier,,.

## Prix Rufaida Al-Aslamia en soins infirmiers
Chaque année, le Royal College of Surgeons en Irlande à l'Université de Bahreïn décerne à un étudiant le convoité et prestigieux Prix Rufaida Al-Aslamia en soins infirmiers. Le lauréat du prix, déterminé par un panel de membres seniors du personnel médical clinique, est remis à l'étudiant qui excelle de manière constante dans la prestation de soins infirmiers exceptionnels aux patients,,.